# Hlučínské jezero
Hlučínské jezero, nebo také Hlučínská štěrkovna, je antropogenní jezero vzniklé zatopením bývalé štěrkovny na jihozápadním okraji Hlučína v okrese Opava v Moravskoslezském kraji v České republice. Jezero má rozlohu 131,5 ha, maximální hloubku 4 m. Nachází se v nadmořské výšce 217 m.

## Historie
V prostoru štěrkovny se nejméně do roku 1736 nacházely dva rybníky – Velký Fifejdský a Mlýnský. Oba postupně zanikly a na jejich místě byla v druhé polovině 20. století zahájena povrchová těžba štěrkopísku. Kvůli tomu bylo také narovnáno  V 70. letech již docházelo k omezování těžby a započetí přeměny na rekreační areál. V 80. letech byl areál průběžně dovybavován.[zdroj?]
Původní štěrkovna byla v roce 1990 přebudována na vodní nádrž. Byly zpevněny břehy, odtěženy mělčiny a vybudovány nápustné a výpustné objekty pro regulaci hladiny nádrže. Na severním břehu jezera byla vybudována infrastruktura pro rekreační využití. Podle původního projektu mělo být vybudováno kromě koupaliště i loděnice s místy pro plachetnice a veslařské lodě. Délka jezera činí 2,2 km, což umožňuje pořádat závody ve veslování. Staré koryto řeky Opavy mělo být přebudováno na umělý kanál s divokou vodou. Mezi jezerem a bývalými kasárnami mělo být vybudováno dostihové závodiště. Velkorysé budování areálu bylo zastaveno po sametové revoluci, kdy celý areál spravovalo město Hlučín, které nemělo dostatek prostředků na jejich realizaci.

## Pobřeží
Jezero je obklopeno travnatými a štěrkovými plážemi a také lesy. Od břehu klesá dno mírně. Pobřeží se v letech 2020 až 2022 upravovalo pro zlepšení možnosti rekreace. Uprostřed jezera se nachází ostrov s rozlohou cca 0,9 ha.

## Vodní režim
Do vodní nádrže neústí žádné vodoteče. Nádrž je chráněna hrázemi proti povodním. Nádrž může být řízeně napouštěna z řeky Opavy, která protéká podél jižního břehu, nebo ze štěrkovny Dolní Benešov pomocí betonového potrubí, které je funkční, ale obvykle se nepoužívá. Voda z jezera nikam přirozeně neodtéká, kromě regulované výpusti do potoka Vařešinka, a ztráty vody způsobuje tedy primárně vypařování. Voda je dopouštěna nárazově z řeky Opavy v době zvýšeného průtoku, kdy je její kvalita lepší, nečistoty jsou zde více naředěny.

## Využití
Jezero se využívá především k rekreačním účelům. Koupání je možné jak přímo v jezeře, tak ve dvou bazénech v přilehlém areálu. Hladina jezera se využívá k vodnímu lyžování a windsurfingu. Funguje zde také půjčovna loděk a šlapadel. Kromě rekreace se využívá také k rybolovu. Je zde také možnost kempování (Autokemp Jezero).

## Další informace
V okolí je také přírodní památka Jilešovice-Děhylov, Kozmické ptačí louky a Vinná hora.
Šterkopísek zde vytěžený byl využit například při stavbě vodní nádrže Slezská Harta nebo Národního památníku II. světové války v Hrabyni.

## Galerie

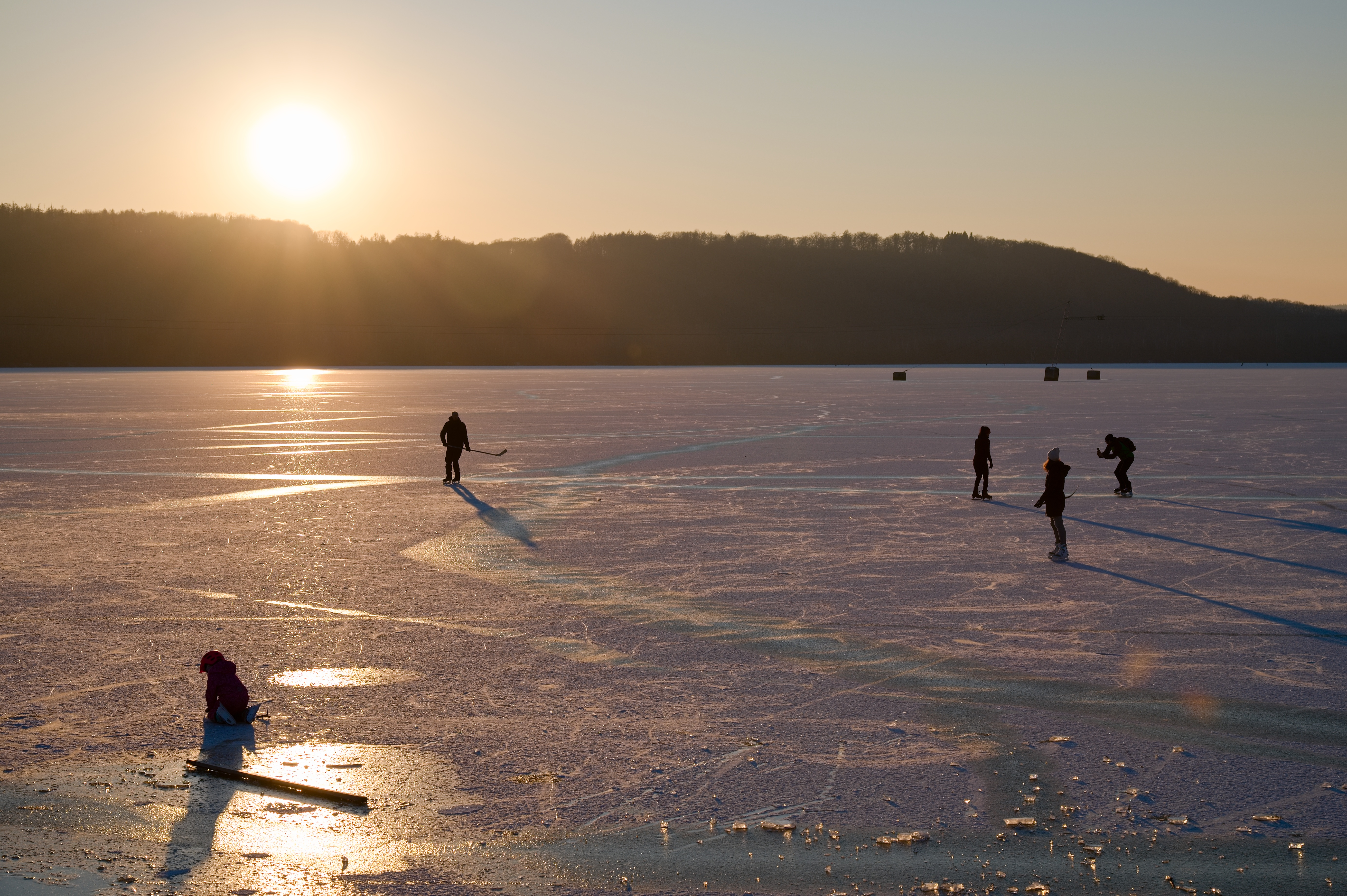
Bruslení na Hlučínském jezeře
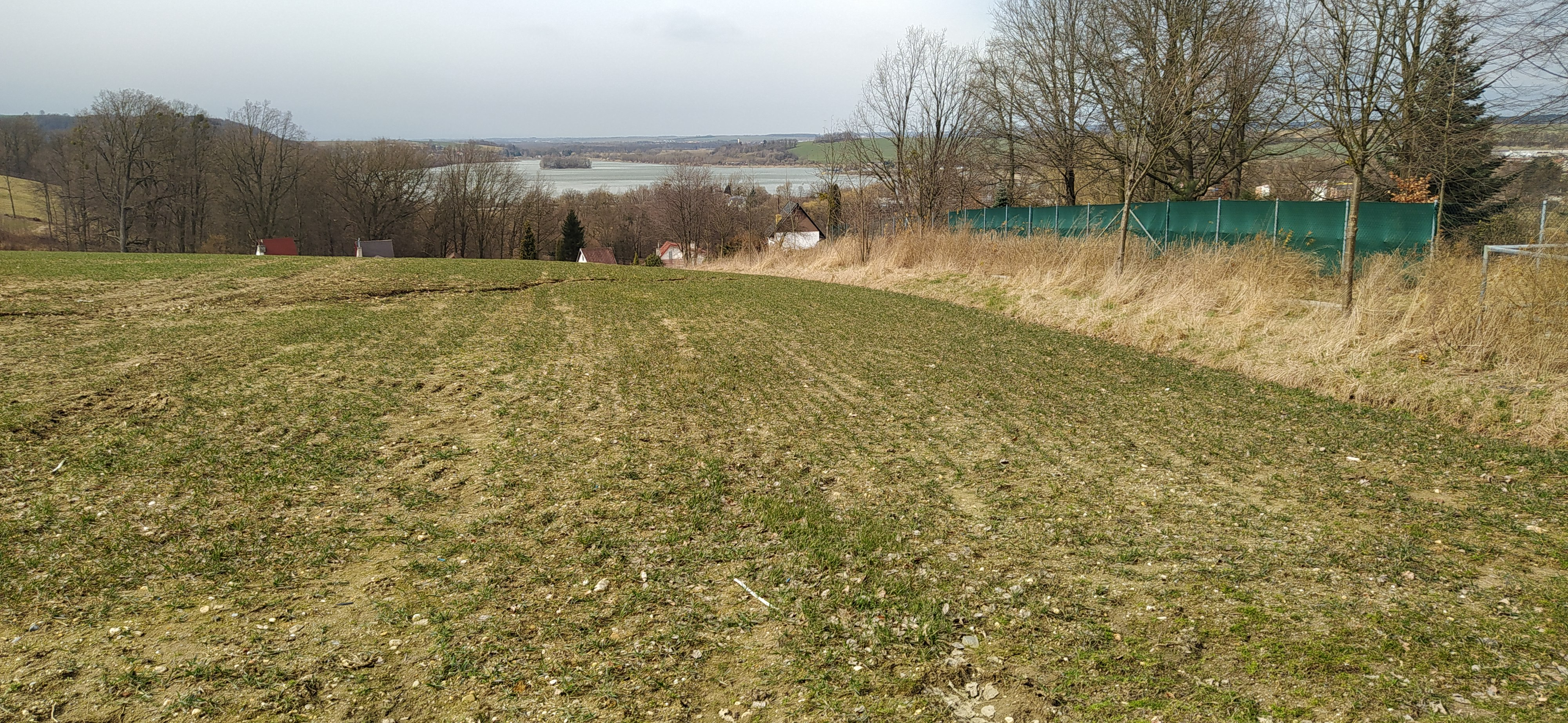
Pohled na Hlučínské jezero z Vinné hory
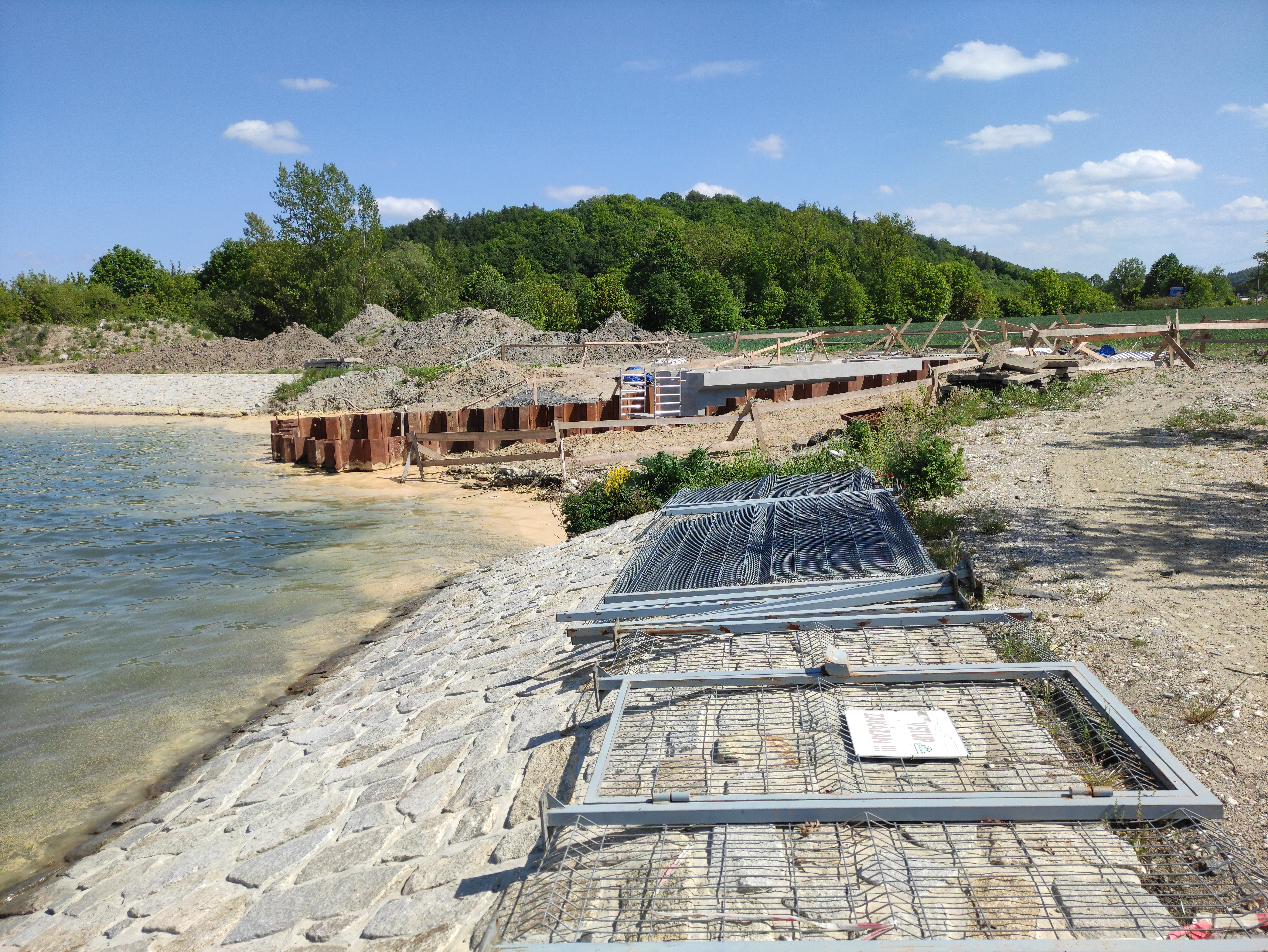
Oprava pobřeží jezera, v pozadí Vinná hora
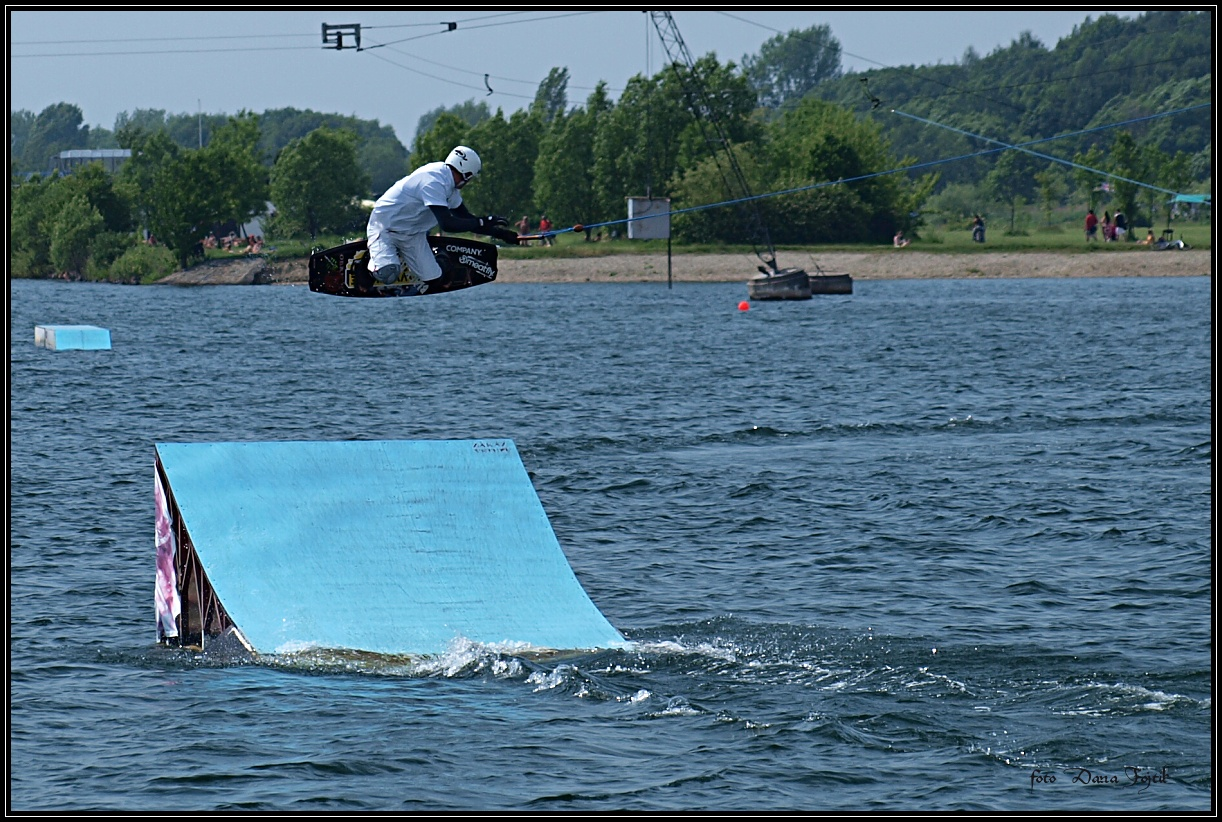
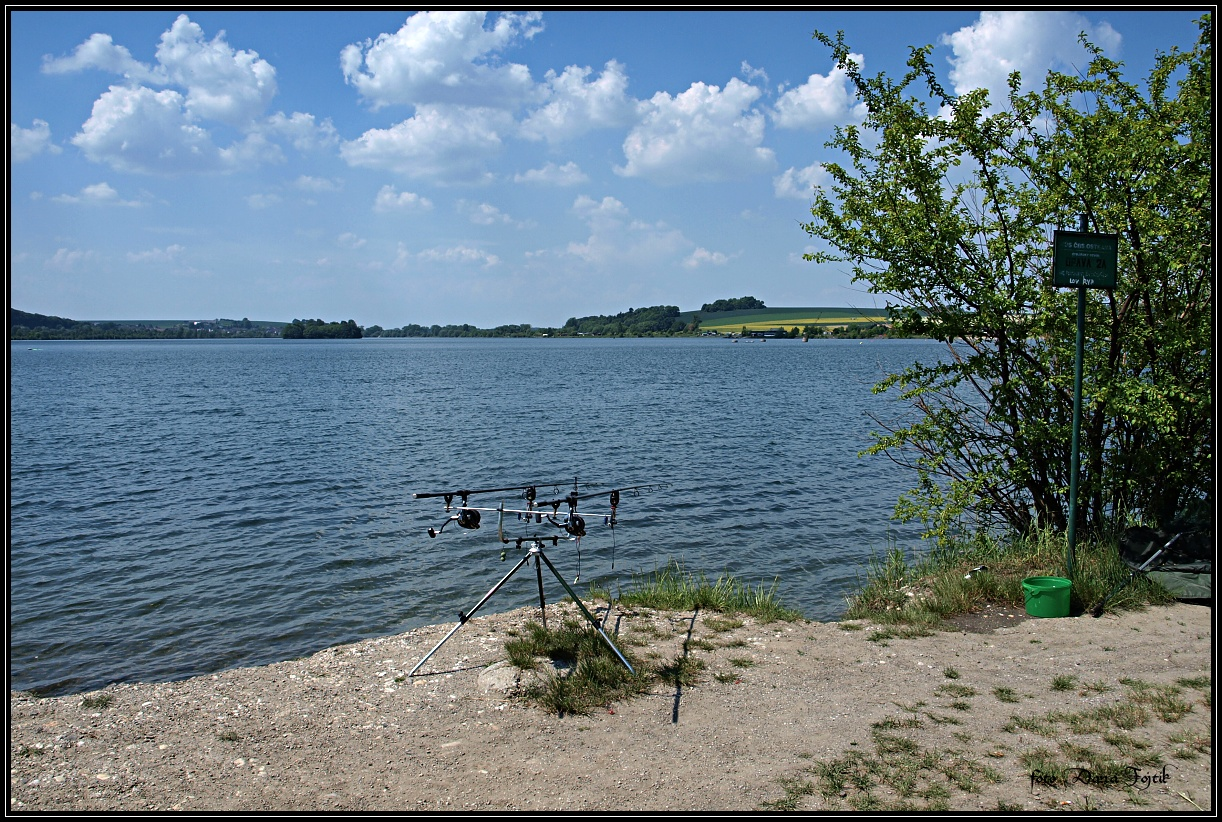